# Nodo gordiano

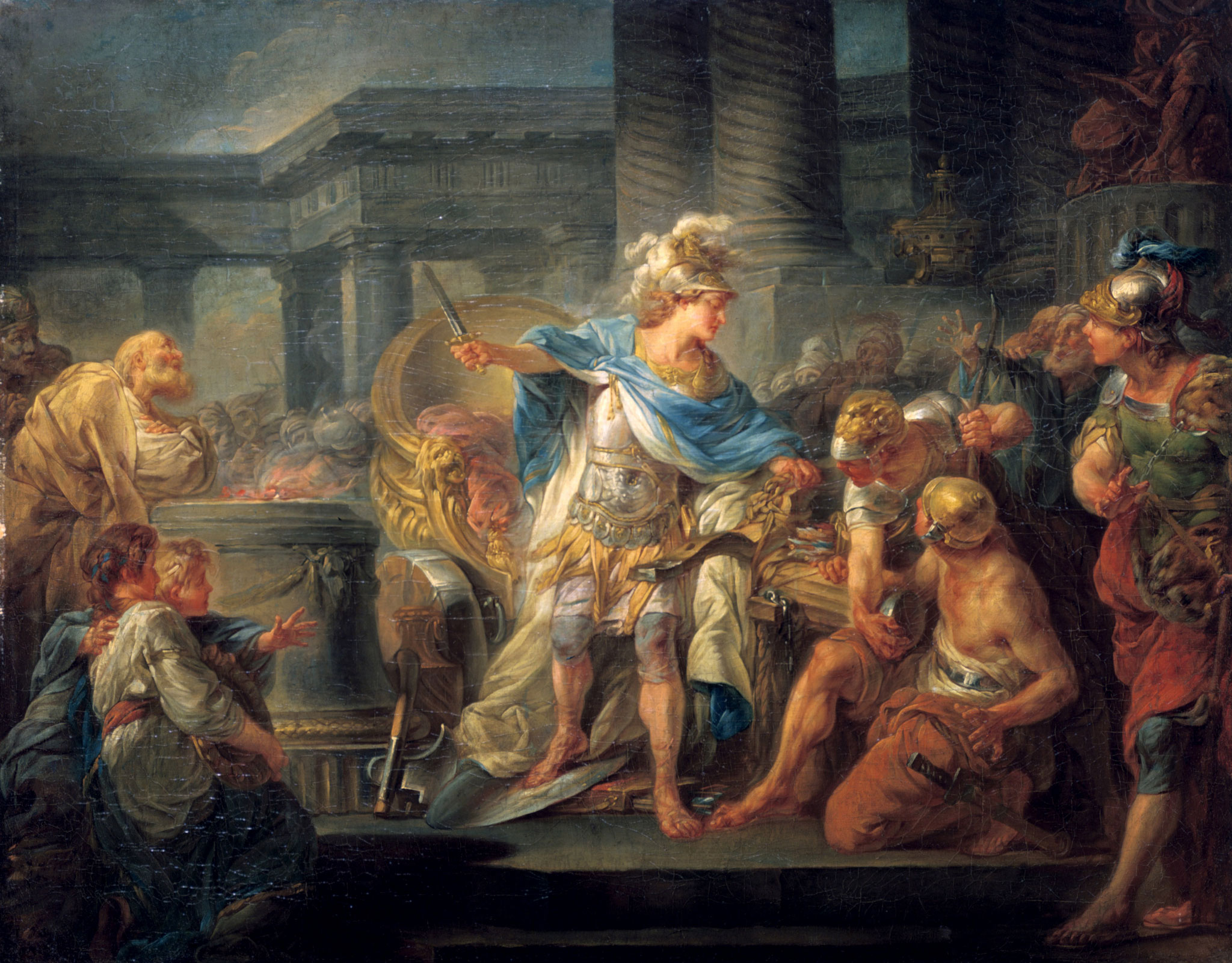
Alessandro recide il nodo gordiano, di Jean-Simon Berthélemy (1743-1811)

L'espressione nodo gordiano trae origine da una tradizione letteraria e leggendaria a cui è legato anche un aneddoto sulla vita di Alessandro Magno. Con il tempo, l'espressione ha assunto, in varie lingue, una valenza metaforica, andando a indicare un problema di intricatissima soluzione, che si presta a essere risolto, alla maniera di Alessandro, con un brutale taglio. Da questo aneddoto derivano espressioni come «recidere, o tagliare, il nodo gordiano...»: 
"Portategli il discorso su argomenti,
che richiedano acume e sottigliezza,

vi saprà sciogliere il nodo gordiano
di tutto, come la sua giarrettiera"
(William Shakespeare, Enrico V, Atto primo, scena prima. 45-47)

## Tradizione leggendaria
L'aneddoto risale già all'VIII secolo a.C., periodo in cui il popolo dei Frigi stava costituendo un proprio Stato con una struttura politica, nell'entroterra dell'Anatolia (l'attuale Turchia), ma non era ancora stato eletto un re.
L'oracolo di Telmisso (o Telmesso, l'attuale Makri), l'antica capitale della Licia, predisse che il primo uomo che fosse entrato in quella nuova città su un carro trainato da dei buoi sarebbe diventato re. Il primo a entrare fu un misero contadino di nome Gordio, che, in conformità all'oracolo, fu nominato re e la cittadina prese il suo nome (che oggi corrisponde all'attuale Yassihüyük). Tale previsione fu interpretata anche mediante un segno degli dei, attraverso un'aquila atterrata sul carro stesso. Secondo lo storico Arriano, il figlio adottivo di Gordio, Mida (il noto re che trasformava in oro tutto ciò che toccava), dedicò quindi il sacro carro del padre alla divinità frigia Sabazio (che i Greci identificavano con Dioniso).
Il carro fu legato permanentemente a un palo, assicurandone la stanga con un intricato nodo di robusta corda in corteccia di corniolo (Cornus mas), rimanendo così il saldo simbolo del potere regale e politico dei successivi re di Frigia, ben saldo nel tempio di Gordio, fino a quando non vi giunse Alessandro Magno nel IV secolo a.C., epoca in cui la stessa Frigia fu ridotta a satrapia (provincia) dell'impero persiano. La profezia oracolare volle che chi fosse stato in grado di sciogliere quel nodo sarebbe diventato imperatore dell'Asia minore.
Dopo l'inverno 333-332 a.C., l'esercito di Alessandro Magno, in espansione dalla Licia verso l'entroterra, entrò prima a Sagalassos e poi a Gordio. Qui, il condottiero provò a sciogliere il nodo, ma, non riuscendovi, decise semplicemente di tagliarlo a metà con la spada. Da questo, ancor oggi, si usa dire soluzione alessandrina per indicare la risoluzione di un problema intricato in modo netto, semplice, rapido e deciso.
Lo storico Plutarco mise comunque in discussione la pretesa secondo cui Alessandro Magno avrebbe tagliato il nodo con un colpo di spada, e riferisce che, secondo Aristobulo di Cassandrea, Alessandro lo avrebbe semplicemente sfilato dalla staffa. Ad ogni modo, Alessandro andò alla conquista dell'allora Asia conosciuta, fino all'Indo e all'Oxus, facendo, così, avverare la profezia.

## Fonti
Alessandro era un personaggio di eccezionale celebrità, e l'episodio del nodo gordiano era noto a ogni persona istruita dell'antichità e senza dubbio anche a tanti altri che non lo erano, dal III secolo a.C. fino alla fine dell'antichità e ben oltre. Le fonti letterarie sono Arriano, il propagandista di Alessandro (Anabasis Alexandri 2.3.1-8), Quinto Curzio Rufo (Historiae Alexandri Magni Macedonis, 3.1.14), Giustino nella sua epitome delle Storie Filippiche di Pompeo Trogo (11.7.3), e Claudio Eliano (Sulla natura degli animali 13.1).

## Interpretazioni
Il nodo potrebbe esser stato, in realtà, un monogramma in forma di nodo, conservato da sacerdoti e sacerdotesse di Gordio. Robert Graves suggerisce che esso avrebbe potuto simboleggiare il nome ineffabile di Dioniso che, annodato come un monogramma, si sarebbe trasmesso attraverso generazioni di sacerdoti per essere rivelato unicamente ai re di Frigia.
A differenza della fiaba, pochi elementi di un mito risultano completamente arbitrari: questo, ad esempio, preso nel suo complesso, sembra essere concepito per conferire una legittimazione a un cambio dinastico in questo regno centro-anatolico: così il "taglio brutale del nodo... pose fine a un antico ordinamento." Il carro trainato da buoi sembra alludere a un viaggio più lungo, piuttosto che a uno spostamento locale, forse collegando Gordio/Mida con un mito di fondazione attestato in Macedonia, di cui è molto probabile che Alessandro fosse consapevole.
A giudicare da questo mito, la dinastia frigia non poteva vantare un'origine risalente a tempi immemorabili, ma solo una genesi maturata all'interno di una classe subalterna locale, estranea alla casta sacerdotale, rappresentata dal contadino Gordio sul suo carro di buoi. Altri miti greci legittimano una dinastia sulla base del diritto di conquista, come nel caso di Cadmo, ma il tema dell'oracolo che conferisce legittimità, declinato in questo mito, suggerisce che la dinastia precedente fosse una casta di re-sacerdoti connessa alla divinità oracolare.
Esiste un'altra interpretazione legata ad Alessandro, in contrasto con la precedente, che sostiene che il macedone non risolse il nodo, aggirando il problema, per cui non riuscì a conquistare l'intera Asia, dovendo ritirarsi giunto "solamente" in India.
«Le nature forti - o dovremmo piuttosto dire deboli? - non amano sentirsi porre questo problema; preferiscono quindi escogitare un qualche eroico al di lá del bene e del male, e tagliano il nodo gordiano invece di scioglierlo.» Carl Gustav Jung, Gli archetipi dell'inconscio collettivo, ed. ristampa marzo 2019, traduzioni di Elena Schanzer e Antonio Vitolo, pag. 39.
Un'ultima interpretazione giustificherebbe la tradizione del nodo credendo che la cultura gordiana fosse una cultura dell'attesa, esattamente come quella ebraica nei confronti del Messia (identificato qui con colui che scioglierà il nodo). In questo modo si recupera la piena storicità dell'episodio, la sua valenza ideologica e anche una piccola parte delle strutture mentali dell'antico popolo frigio-gordiano.